# La nave bianca
La nave bianca és una pel·lícula italiana de 1941 dirigida per Roberto Rossellini amb la supervisió de Francesco De Robertis. Debut com a director de Rossellini, és la primera part d'una "trilogia de guerra feixista" que continua amb Un pilota ritorna (1942) i L'uomo dalla croce (1943).

## Argument
Durant la Segona Guerra Mundial, els mariners embarcats en un cuirassat de la Regia Marina Italiana, mantenen una densa correspondència amb les padrines de la guerra. El fogoner Augusto Basso intercanvia les seves cartes amb Elena Fondi, mestra de primària.
L'Elena va dividir una medalla en dues peces, se'n va quedar la meitat i va enviar l'altra meitat a l'Augusto. Els dos es troben a l'estació de ferrocarril de Tarent, però quan l'Augusto està a punt de desembarcar, el vaixell salpa de sobte per participar en les batalles de Punta Stilo i Capo Teulada.
Durant els combats, molts mariners van resultar ferits, inclòs el mateix Basso que va haver de ser operat. Carregat a l'hidroavió sanitari, es trasllada al vaixell hospital Arno i es confia a la cura del Cos d'Infermeres Voluntàries de la Creu Roja Italiana. Entre aquests també hi ha l'Elena.
Elena reconeix l'Augusto a través de la medalla, però decideix no revelar la seva identitat. Tots els ferits estan preocupats pel destí del seu vaixell que encara no ha tornat a port. Elena fa que l'Augusto dicti una carta adreçada a ella mateixa i li escrigui una carta com a resposta. Després de llegir-li-la, l'Augusto s'adona de la medalla que porta l'Elena i la reconeix.
El vaixell finalment torna a port, tots els companys d'Augusto surten a coberta per saludar mentre ell encara està immobilitzat al llit. Amb l'ajuda de l'Elena, que l'abraça i l'aixeca, també pot veure el pas de la nau per l'oblit.

## Producció
Produïda per Cesare Girosi (també assistent de direcció) per al Centro Cinematografico della Marina, la pel·lícula va ser distribuïda per Scalera Film. La supervisió del projecte és a càrrec de Francesco De Robertis (antic director de Uomini sul fondo, amb ambientació semblant), també guionista juntament amb Rossellini.
El suport del Ministeri va permetre rodar en entorns reals, més que en entorns d'estudi. Gran part de la pel·lícula es va rodar al vaixell hospital Arno i en un vaixell de guerra. El repartiment està format íntegrament per actors no professionals, molts d'ells membres de la tripulació del vaixell hospital.

## Distribució
Després de la presentació al Festival de Venècia de 1941, La nave bianca es va estrenar als cinemes italians el 14 de setembre de 1941. A França es va estrenar el 1943 amb el títol Le navire blanc. Acabada la guerra, es va concedir el vistiplau per a l'exportació. Als països de parla anglesa la pel·lícula es coneix com The White Ship.

## Crítica
| « | Rossellini destaca immediatament la seva capacitat per explicar històries intentant eludir l'ús de figures retòriques fortes per tots els mitjans. El seu catolicisme el situa més enllà d'un punt de vista implicat en la ideologia bèl·lica contingent, de la mateixa manera que les seves opcions antiespectaculars són potser opcions ètiques a les quals romandrà vinculat per sempre. L'estil humil, la immediatesa de la construcció del pla no són gens centrífugs respecte a les directrius del règim, però tampoc exalten la vis guerrera | » |